# Saka (Égypte antique)
Pour les articles homonymes, voir Saka.
Saka (Sȝkȝ), dont le nom signifie le « Dos du Taureau » et qui est aussi nommé Henou (Ḥnw) sur la liste des nomes de la chapelle blanche de Sésostris Ier, est une ville de l'Égypte antique située sur la rive occidentale du Nil dans le nome du Chacal (XVIIe nome de Haute-Égypte ou nome cynopolitain). Des listes géographiques de l'époque gréco-romaine mentionnent Saka en tant que capitale religieuse de ce nome. 

## Histoire
La première mention de la ville de Saka remonte à la Deuxième Période Intermédiaire et figure sur une stèle érigée par le roi Kamosé pour commémorer une campagne militaire victorieuse contre les Hyksos. La cité est alors une possession Hyksos et le roi Kamosé venu de Thèbes monte vers le nord afin de mettre fin à cette presence étrangère, le XVIIe nome de Haute-Égypte étant alors à la jonction des deux sphères d'influence. La localisation exacte de Saka n'est pas encore déterminée avec certitude mais il est généralement admis qu'elle devait s'élever sur l'emplacement de l'actuelle bourgade d'El-Keis (El Qeis).
Des listes géographiques de l'époque gréco-romaine mentionnent Saka en tant que capitale de son nome à partir du règne de Ptolémée V. Au Ier siècle de notre ère, le géographe alexandrain Claude Ptolémée l'identifie sous le toponyme Κω (Kô) mais des sources variées de l'époque des Lagides la connaissent sous Σκω (Skô). À l'époque romaine, la ville forme une toparchie (subdivision administrative d'un regroupement de nomes) dépendant alternativement d'Oxyrhynque et d'Hermopolis Magna voire probablement même d'Héracléopolis.

## Cultes
Saka dont le nom signifie le « Dos du Taureau » vénérait le dieu taurin Bata présenté dans le Conte des deux frères comme le frère cadet d'Anubis, ce dernier étant considéré comme le dieu principal de la ville par des sources tardives. Le Papyrus Wilbour daté du règne de Ramsès V mentionne l'existence du sanctuaire « Demeure de Bata, maître de Saka » ainsi que des prénoms forgés à partir du nom de ce dieu.